# Собор північного сяйва
Собо́р півні́чного ся́йва (норв. Nordlyskatedralen) — головна парафіяльна церква в муніципалітеті Алта у фюльке Фіннмарк (Норвегія), у центрі міста Алта, що розташоване за Полярним колом. Збудована у 2009—2013 році за проєктом архітектурної фірми schmidt hammer lassen architects у співпраці з LINK arkitektur.
Собор освячено 10 лютого 2013 року єпископом Пером Оскаром Кйолаасом у присутності кронпринцеси Метте-Маріт. Церква належить до парафії Алти Алтського деканату Норд-Голоґаландської діоцезії Лютеранської церкви Норвегії.

## Історія

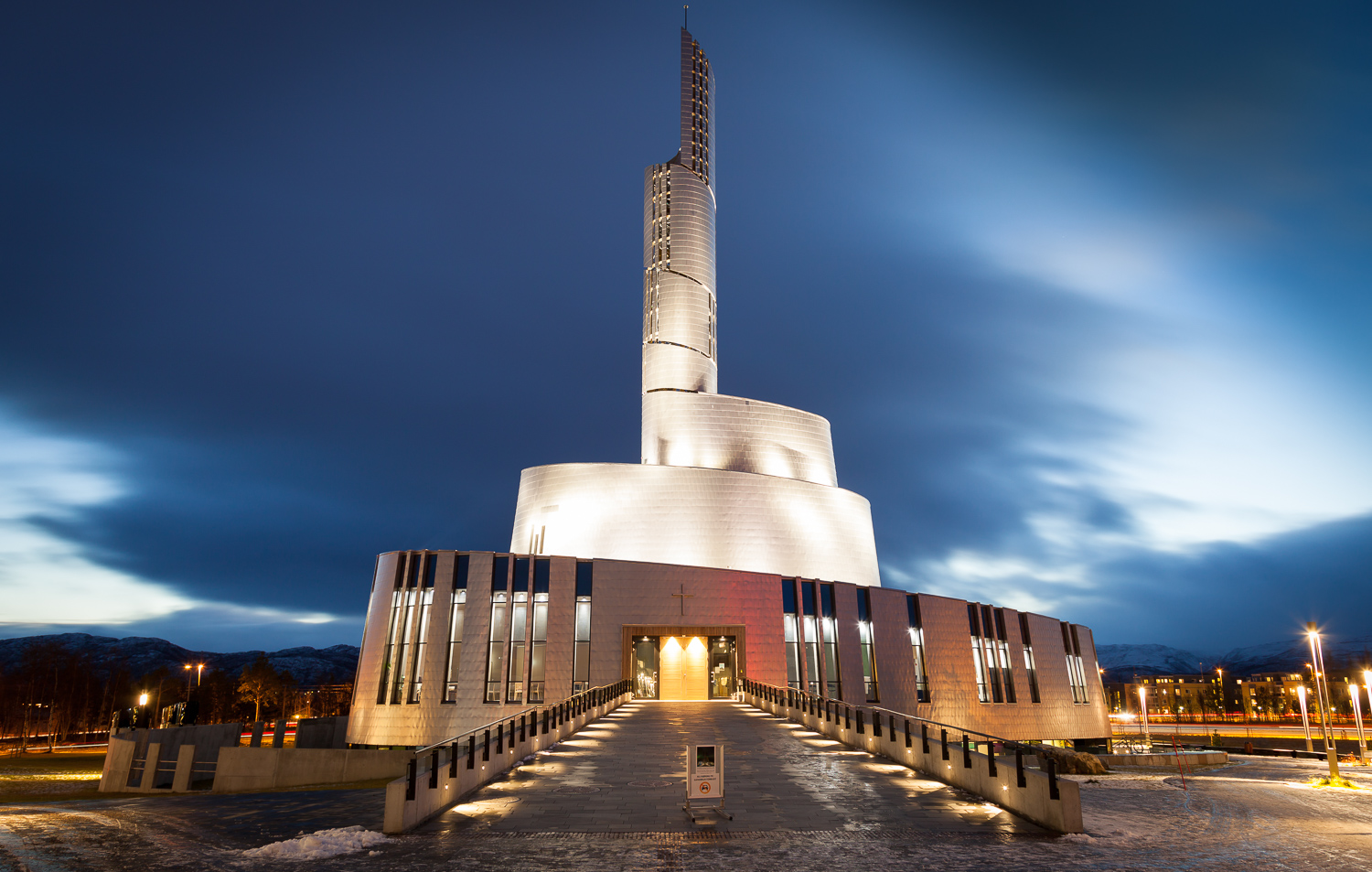
Собор, осяяний північним сяйвом

У 2001 році, коли був оголошений конкурс на проектування, міська рада Алти заявила про необхідність зведення церкви, яка стала б архітектурною пам'яткою та громадським майданчиком, звідки можна спостерігати північне сяйво. Місто Алта розташоване у 500 км від Північного полярного кола.
Переможцем конкурсу було оголошено архітектурну фірму schmidt hammer lassen architects, яка приступила до проектування церкви у співпраці з LINK arkitektur.
Спорудження велось у 2009—2013 роках; будівельні роботи виконала компанія Ulf Kivijervi AS, а інженерні — Rambøll AS (Алта). Проектування і будівництво обійшлось у 16,2 мільйонів євро.
Собор освячено 10 лютого 2013 року єпископом Пером Оскаром Кйолаасом у присутності кронпринцеси Метте-Маріт. На церемонії відкриття партнер архітектурної фірми schmidt hammer lassen architects Джон Лассен назвав будівлю «соціальним центром тяжіння, в архітектурі якого відбитий феномен північного сяйва». На думку архітектора, на дизайн споруди вплинула природна краса півночі та місцевої культури.

## Опис
Об'єм собору закручується спіраллю, утворюючи яруси, що нагадують стародавню ритуальну споруду. Висота дзвіниці собору складає 47 м. Скульптурно вигнуті фасади облицьовані металевими панелями з титановим покриттям, які змінюють свій колір в залежності від кута падіння світла. Хвилеподібні обриси будівлі — наслідування переливчастих вигинів, що виникають в результаті оптичних спотворень.
Сонячне світло проникає в будівлю через вертикальні вікна різної ширини, які візуально поділяють основний об'єм на різного розміру частини. За контрастом із зовнішнім виглядом храму його інтер'єри виконані з традиційних для скандинавського дизайну матеріалів — натурального дерева і необробленого бетону. Зона за вівтарем освітлюється через люк.
Загальна площа храму складає 1 917 м². В основному приміщенні, церковній залі, можуть одночасно зібратись 350 осіб. У храмі також розташовані декілька аудиторій, виставкова зала й адміністративні приміщення.

## Архітектурні нагороди
Проект був номінований на Nordnorsk arkitekturpris (2014), номінований на Nord-Norges beste bygg (2013) і здобув нагороду «Найкраща споруда у північній Норвегії» (2013) від Північно-Норвезької організації обслуговування підрядників (NESO).